# Aporocactus martianus
Aporocactus martianus es una especie de planta suculenta perteneciente al género Aporocactus, dentro de la familia Cactaceae. Es endémica de México y anteriormente se le conocía como Disocactus martianus.

## Descripción

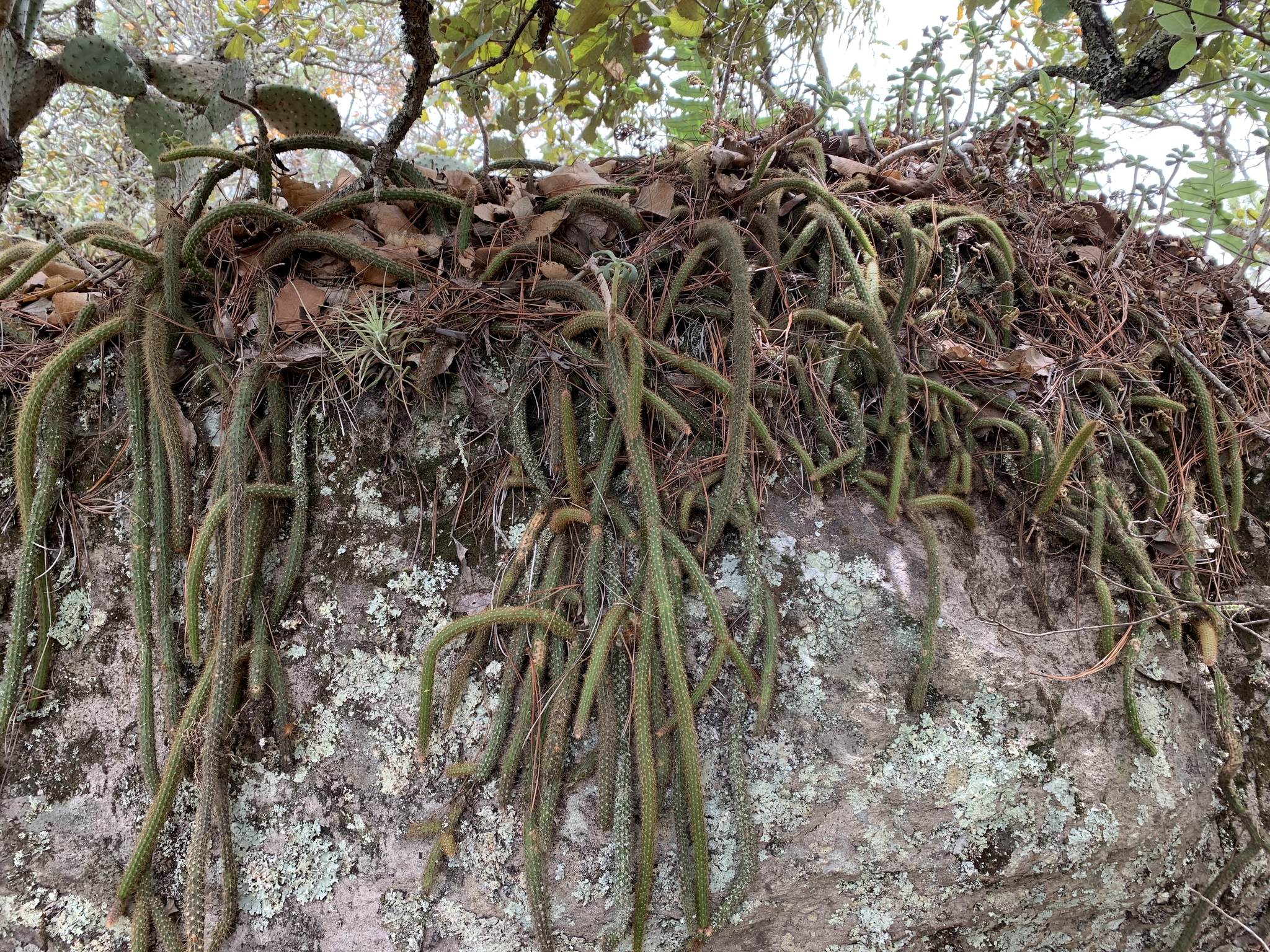
Planta en su hábitat

Aporocactus martianus es una especie de cactus epífita, ya que crece sobre las ramas de los árboles, pero sin parasitarlos. Presenta muchos tallos colgantes o rastreros, delgados, cilíndricos y largos, de hasta un 1,5 m de largo y 2,5 cm de grosor.  
Tiene además, de ocho a 10 costillas ligeramente verrugosas, rodeadas por 3 o 4 espinas centrales de color marrón pálido y de 6 a 10 espinas marginales de color amarillo claro. Todas sus espinas miden entre 5 y 7 mm de tamaño y ocasionalmente pueden presentar raíces aéreas.
Las flores son diurnas y de color rojo brillante. Se producen en verano, tienen un tamaño de 10 a 12 cm de diámetro y 7 cm de largo, y permanecen abiertas durante un par de días. Los frutos son de color verde, redondos y crecen hasta y con 2 cm de diámetro.

## Distribución y hábitat
El área de distribución nativa de esta especie es México (desde el centro sur de Veracruz hasta Oaxaca) y crece principalmente en el bioma tropical estacionalmente seco, entre 1500 y 2200 m de altitud.

## Taxonomía
La primera descripción de esta especie fue como Cereus martianus, publicada en 1837 por los botánicos alemanes Joseph Gerhard Zuccarini y Ludwig Karl Georg Pfeiffer en el libro Enumeratio Diagnostica Cactearum: 110.
Más tarde, los botánicos estadounidenses Nathaniel Lord Britton y Joseph Nelson Rose trasladaron la especie al género Aporocactus, por lo que pasó a llamarse Aporocactus martianus. Registraron estos cambios en el libro The Cactaceae; descriptions and illustrations of plants of the cactus family 2: 220, publicado en 1920.

Etimología
- Aporocactus: nombre genérico que deriva de la palabra griega aporia (que significa 'impenetrable') y la palabra latina kaktos (que significa ‘cardo’ o ‘planta espinosa’), en alusión al cuerpo espinoso que presentan las especies de este grupo.[6]
- martianus: epíteto específico otorgado en honor al botánico alemán Carl Friedrich Philipp von Martius.[7]

Sinonimia
- Aporocactus conzattii Britton & Rose, 1920
- Aporocactus martianus var. conzattii (Britton & Rose) P.V.Heath, 1992
- Cereaster martianus (Zucc. ex Pfeiff.) F.Berge, 1843
- Cereus conzattii (Britton & Rose) A. Berger, 1929
- Cereus martianus Zucc. ex Pfeiff., 1837 (basónimo)
- Cereus martini Dupuis, 1860
- Disocactus martianus (Zucc. ex Pfeiff.) Barthlott, 1991
- Eriocereus martianus (Zucc. ex Pfeiff.) Riccob., 1909

## Estado de conservación
En la Lista Roja de Especies Amenazadas de la UICN, la especie está clasificada como “Casi Amenazada (NT)”

## Usos
Se cultiva principalmente como planta ornamental y su propagación se realiza normalmente a través de esquejes.

## Galería

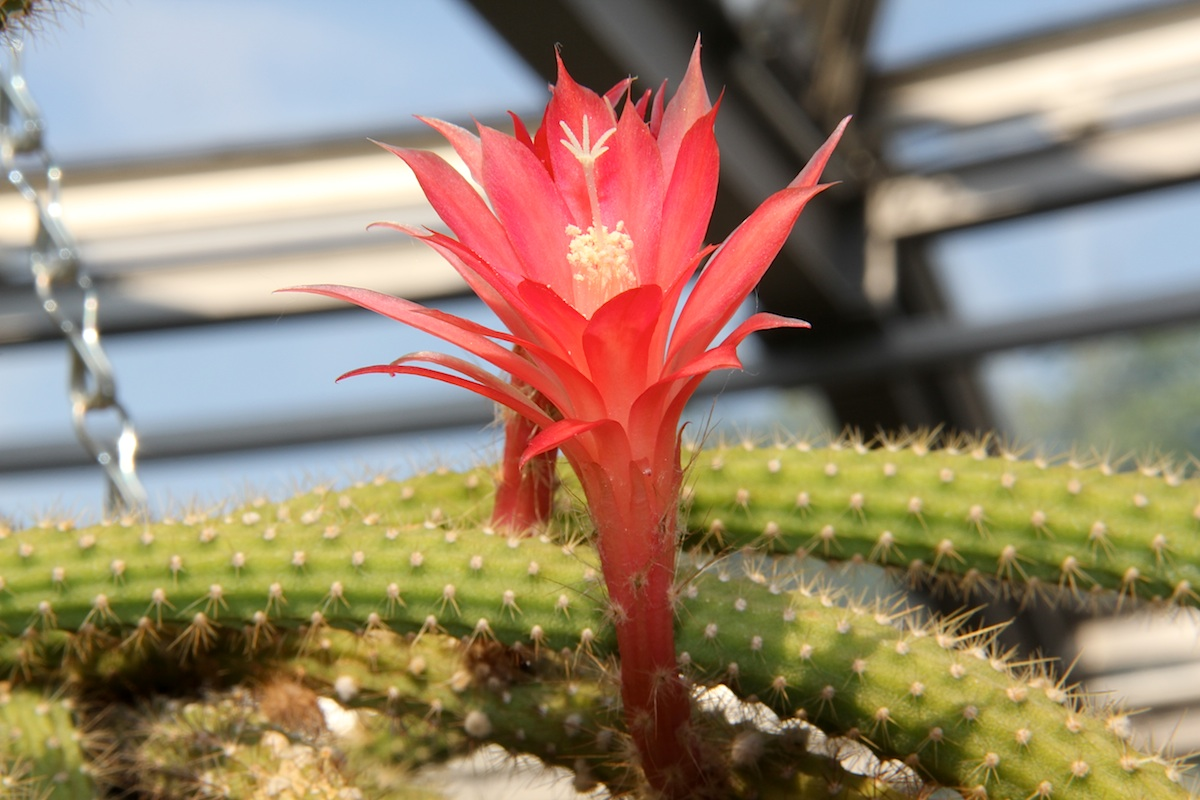
Planta en flor
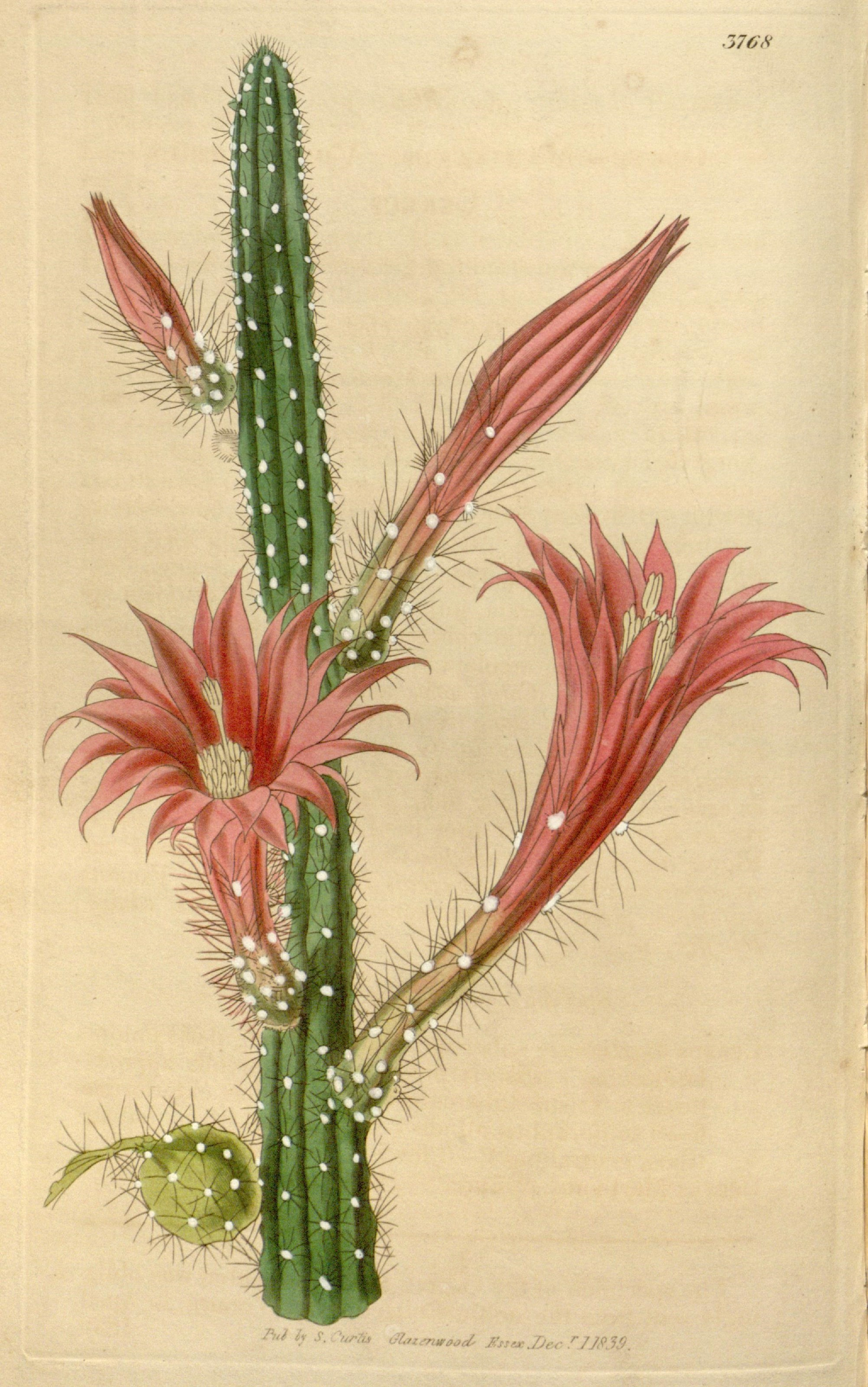
Ilustración
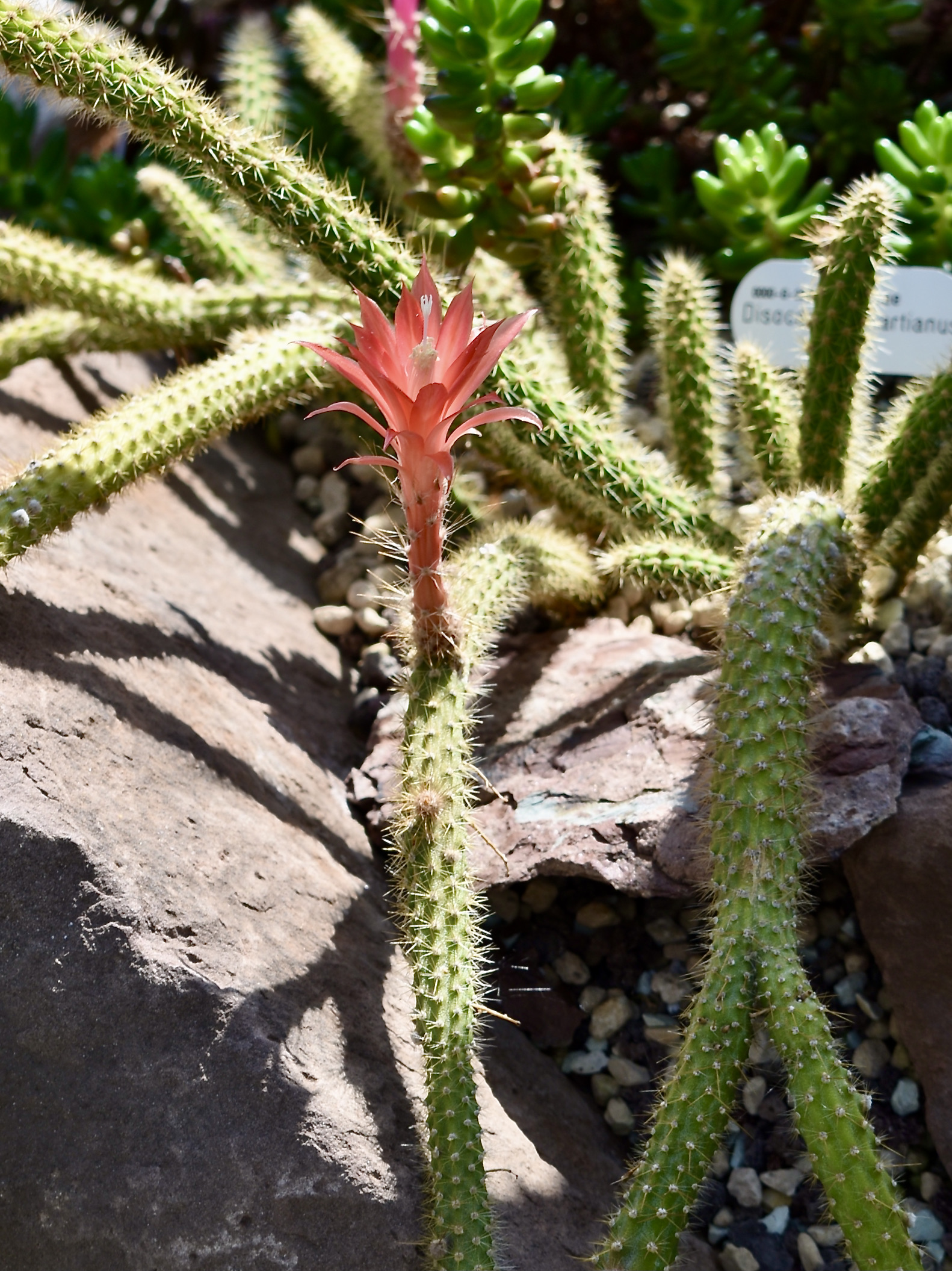
Planta en cultivo
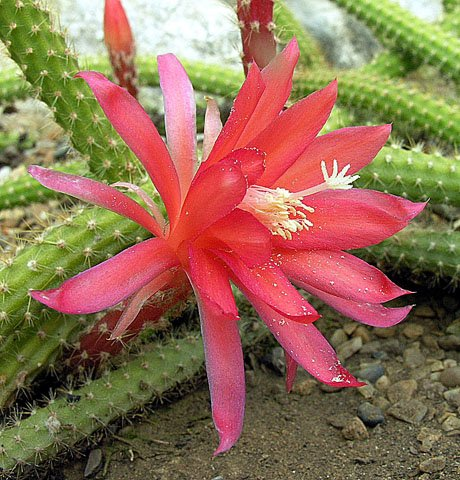
Detalle de la flor
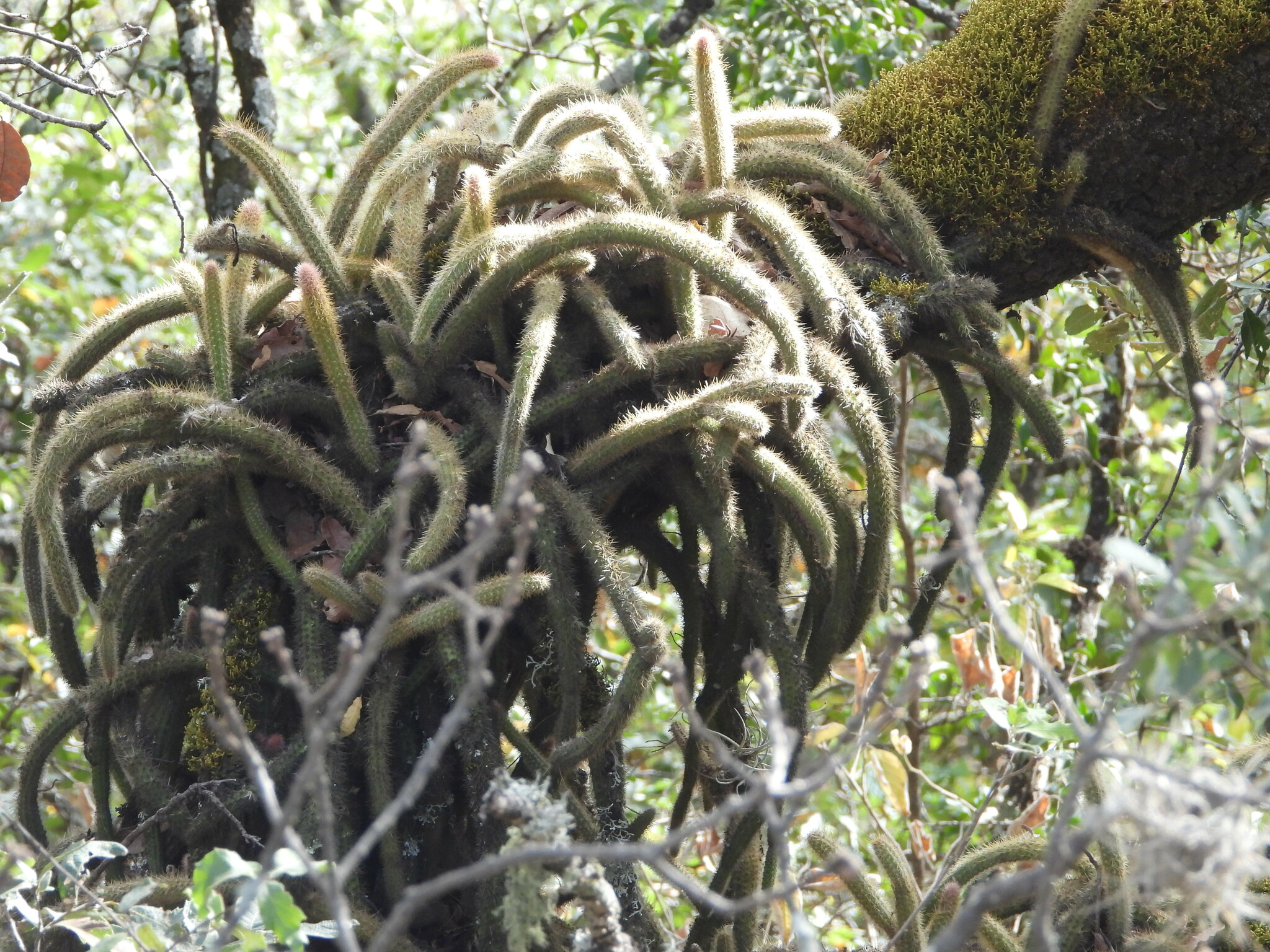
Planta en su hábitat